# Trichogramma cordubense
Trichogramma cordubense é uma espécie de insetos himenópteros, mais especificamente de vespas parasíticas pertencente à família Trichogrammatidae.
A autoridade científica da espécie é Vargas & Cabello, tendo sido descrita no ano de 1985.
Trata-se de uma espécie presente no território português.